# كوماندو (فلم 2013)
كوماندو (بالإنجليزية: Commando: A One Man Army)  هو فيلم إثارة وأكشن هندي باللغة الهندية عام 2013 من إخراج ديليب غوش وإنتاج فيبول أمروتلال شاه ‏ ريلاينس إنترتينمنت. إنه الجزء الأول من سلسلة أفلام كوماندو ‏. الفيلم من بطولة فيديوت جموال ‏، بوجا شوبرا، جايديب أهلاوات. جاموال، الذي تدرب في كالاريباياتو، يؤدي الفنون القتالية في مشاهد الحركة في الفيلم.
تم إصدار فيلم Commando: A One Man Army في 12 أبريل 2013. وتبعه جزآن تكمليان بعنوان كوماندو 2 (2017) و Commando 3 (2019).

## حبكة
كاران سينغ دوجرا، وهو قائد في قوات ‏ بارا سافا في الجيش الهندي، يتم القبض عليه من قبل مسؤولين صينيين عندما تحطمت طائرته الهليكوبتر على الحدود الصينية أثناء تدريب روتيني. لم يتمكن كاران وكبار رجاله من إقناع الصينيين ببراءة الأول. قرر الصينيون وصف كاران بالجاسوس لتشويه سمعة الهند دوليا. بسبب شعورها بأن الصينيين لن يمتثلوا، أمرت حكومة الهند بمحو سجل كاران وهويته وإنكار وجوده. تعرض كاران للتعذيب لمدة عام على يد الجيش الصيني، لكنه تمكن من الهروب لاحقًا أثناء نقله إلى المحكمة العسكرية الصينية. يلتقي كاران بامرأة تدعى سيمريت، التي تهرب من عصابة أمريت كناويل "AK-74" سينغ، وهو رجل عصابات سيئ السمعة.
يتمكن كاران من إنقاذها من خلال محاربة البلطجية بقيادة شقيق AK-74، حيث يقرر مرافقة سيمريت خارج المدينة من أجل سلامتها، لكنه يجد نفسه محاطًا بـ AK-74 وبلطجيته على جسر. على الرغم من تفوقهم عدداً وتسليحاً، قفز كاران في النهر مع سيمريت، التي أوضحت في وقت لاحق أن AK-74 يريد الزواج منها لتحقيق مكاسب سياسية. تكشف سيمريت أن AK-74 لديه سيطرة كاملة على مسقط رأسها، حيث يحكم مسقط رأسها من خلال الخوف. يقرر كاران مساعدة سيميت. يستخدم AK-74 موارده لملاحقة الثنائي في الغابة، حيث يستخدم كاران خبرته في حرب العصابات لمحاربة رجال AK-74.
بعد مطاردة طويلة، يتم القبض على كاران من قبل AK-74، الذي يطلق النار على كاران ويلقيه من فوق منحدر. لاحقًا، يقتل AK-74 والدي سيمريت كتحذير. كاران، بعد أن نجا من السقوط، يذهب وراء AK-74. بعد قتال أتباعه والقاتل ثيبي الذي أرسله الصينيون، يهزم كاران AK-74 وينقذ سيمريت. يأخذ كاران بندقية AK-74 التي استولى عليها إلى ساحة المدينة، حيث يكاد رجال الشرطة الذين يعملون مع AK-74 أن يحبطوه، لكن يتم إنقاذ كاران في الوقت المناسب من قبل ضابطه السابق العقيد أخيليش سينها. يواصل كاران شنق وقتل AK-74، حيث يطلب من الناس أن يكونوا شجعانًا وألا يخافوا من أشخاص مثل AK-74. يسلم كاران نفسه للعقيد سينها، حيث يخبر سيمريت باسمه ويعدها بالعودة.

## طاقم التمثيل
- فيديوت جاموال في دور الكابتن كارانفير "كاران" سينغ دوجرا، بارا إس إف
- بوجا تشوبرا في دور سيمريت كور
- جايديب أهلاوات في دور أمريت 'AK-74' كانوال سينغ
- جاجات روات في دور النائب ماهيندرا براتاب
- دارشان جاريوالا في دور العقيد . أخيليش سينها، الضابط القائد لكاران
- بالجيندر كور  [لغات أخرى]‏
- ناثان باريس في دور ثيب

## الموسيقى التصويرية
تم تأليف الموسيقى من قبل مانان شاه، وكتب كلمات الأغاني مايور بوري ‏، في حين تم تأليف الموسيقى الخلفية من قبل براساد ساسثي. تم إصدار ألبوم الموسيقى التصويرية في 28 مارس 2013 كتنزيل رقمي على iTunes وAmazon.

## روابط خارجية
مقالات تستعمل روابط فنية بلا صلة مع ويكي بيانات